# Île Redika
L’île Redika est une îlot de Nouvelle-Calédonie appartenant administrativement à Mont-Dore.